# Utopia Banished
Utopia Banished — четвёртый студийный альбом британской грайндкор-группы Napalm Death, выпущен 23 июня 1992 года лейблом Earache Records.

## Об альбоме
Utopia Banished стал первым альбомом с участием ударника Дэнни Эрреры после того, как группу покинул Мик Харрис. Также на этом альбоме Napalm Death начали работать с известным продюсером Колином Ричардсоном, сотрудничество с которым продлилось вплоть до 1999 года. Запись проходила в феврале-марте 1992 года в студии The Windings (город Рэксхэм, Северный Уэльс).
После неоднозначной оценки фанатами предыдущего диска Harmony Corruption группа снова сдвинулась в плане звучания в сторону грайндкора, и поэтому альбом был ближе к первоначальным альбомам группы — Scum и From Enslavement to Obliteration. Однако определённая дэт-составляющая осталась. Длительность песен уменьшилась, а число композиций возросло.
Звучащая в завершающей альбом композиции «Contemptuous» строчка «I am in a world of shit» взята из кинофильма Стэнли Кубрика «Цельнометаллическая оболочка».
Альбом в плане коммерции оказался весьма успешным, заняв в пике 58-е место в британском чарте.
Лимитированное и виниловое издания этого альбома включали дополнительный диск с 4 бонус-треками песни. Современные издания альбома вместо этих треков содержат бонусный DVD-диск The DVD с материалами выступлений Napalm Death в 1989—1990 годах.

## Список композиций
1. "Discordance" – 1:26
2. "I Abstain" – 3:30
3. "Dementia Access" – 2:27
4. "Christening of the Blind" – 3:21
5. "The World Keeps Turning" – 2:55
6. "Idiosyncratic" – 2:35
7. "Aryanisms" – 3:08
8. "Cause and Effect (Pt. II)" – 2:07
9. "Judicial Slime" – 2:36
10. "Distorting the Medium" – 1:58
11. "Got Time to Kill" – 2:28
12. "Upward and Uninterested" – 2:07
13. "Exile" – 2:00
14. "Awake (To a Life of Misery)" – 2:05
15. "Contemptuous" – 4:21

### Список бонусных композиций
1. "One and the Same" – 1:50
2. "Sick and Tired" – 1:26
3. "Malignant Trait" – 2:20
4. "Killing with Kindness" – 2:07

## Участники записи
- Марк «Барни» Гринуэй – Вокал
- Шэйн Эмбери – Бас
- Митч Харрис – Гитара, вокал
- Джесси Пинтадо – Гитара
- Дэнни Эррера – Барабаны